# Ignacy Platon Kozłowski

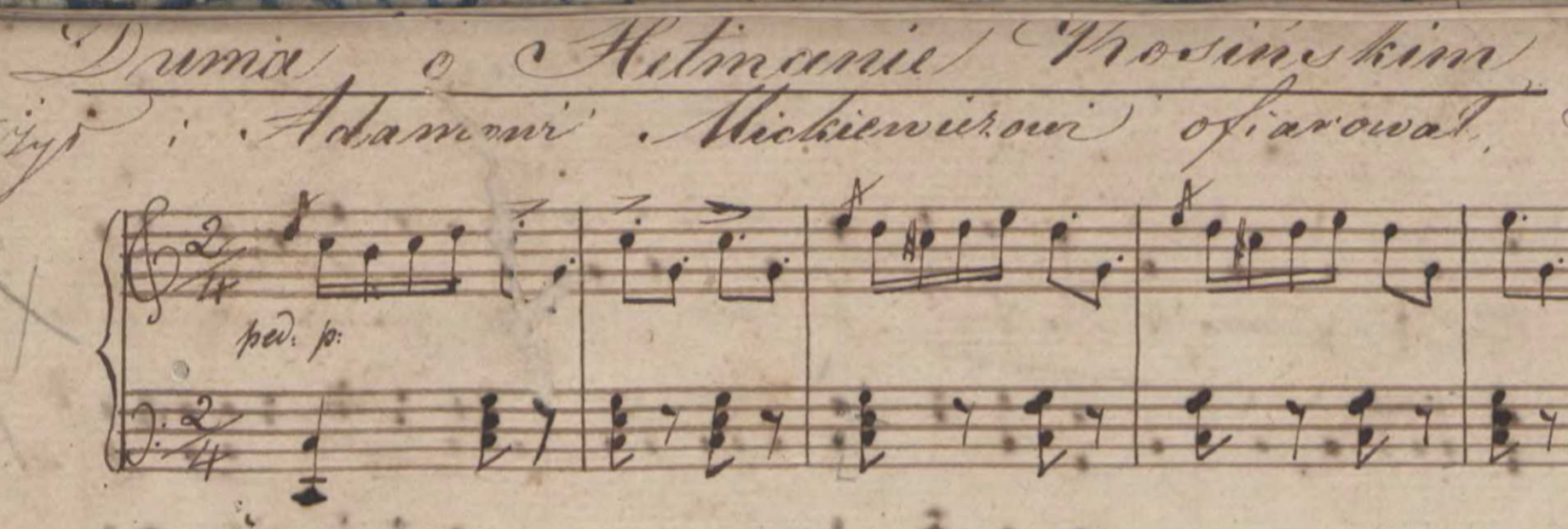
Fragment rękopisu „Dumy o Hetmanie Kosińskim Józefa Zalewskiego” wydanej w 1829 r.

Ignacy Platon Kozłowski (ur. 1786 w Winnicy, zm. około października 1860 w Niemirowie) – polski kompozytor, pianista i pedagog muzyczny.
Pobierał nauki w Petersburgu u Johna Fielda. Następnie uczył na Podolu i Wołyniu (jednym z jego uczniów był znany swego czasu Franciszek Łopatta). Organizował, wraz z Józefem Frankiem, koncerty charytatywne. W latach 1820–1826 prowadził w Wilnie szkołę muzyczną. Wraz z żoną Teresą prowadził pensję żeńską w wileńskich Werkach (1820–1826) oraz pensjonat (1826–1827). W 1828 r. osiadł w Moskwie, gdzie udzielał lekcji. Planował otworzenie instytutu muzycznego dla sierot w Winnicy, do czego nie doszło w 1835 r. z powodu odmowy władz carskich. Wyjechał do Odessy, następnie od stycznia 1859 przez rok przebywał w Warszawie, skąd udał się do Lipowca.
W 1859 r. napisał w Warszawie operę „Marylla, czyli Dożynki” opartą na motywach ukraińskich (na podstawie Józefa Bohdana Zaleskiego). Komponował głównie pieśni, ale również polki (m.in. „Zosia Dyscole”), polonezy, marsze. Wydał „Szkołę praktyczną i teoretyczną”  na fortepian (1833).